# Leptomyrina
Leptomyrina is een geslacht van vlinders van de familie Lycaenidae.

## Soorten
- L. boschi Strand, 1911
- L. hirundo (Wallengren, 1857)
- L. makala Bethune-Baker, 1908
- L. phidias (Fabricius, 1793)
- L. sudanica Stempffer, 1964